# پتسنا
پتسنا (به لهستانی:  Pecna) یک روستا در لهستان است که در گمینا موشنا واقع شده‌است. پتسنا ۱٬۷۵۴ نفر جمعیت دارد.